# 담배 (종)

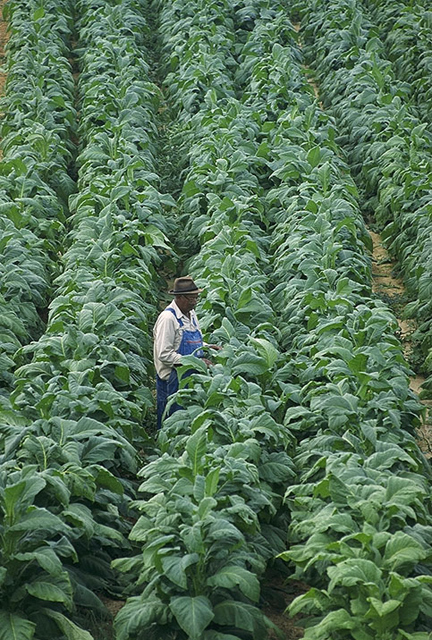
담배 농장.

담배(tobacco, Nicotiana tabacum)는 담배속에 딸린 종이다.
남아메리카가 원산지로 원래 여러해살이지만 온대지역에서 재배하는 것은 한해살이다. 담배의 줄기는 높이 약 1.2-1.8m로 자란다. 잎은 길이 30-75cm에 너비 25-45cm^2로, 보통 20-35cm^2장이 달린다. 식물체는 밝은 녹색에서 짙은 녹색까지 띠며, 털이 많이 나 있다. 7-8월에 피는 꽃은 통꽃으로, 밝은 분홍색을 띠며, 암술이 한 개, 수술이 다섯 개 있다. 담뱃잎은 궐련, 엽궐련, 필터 담배, 파이프 담배, 씹는 담배, 코담배 같은 담배 제품을 만들 때 쓰인다. 등급이 낮은 담뱃잎으로는 살충제와 살균제를 만들고, 담배의 줄기와 잎자루는 비료 재료로 쓰인다.
줄기는 높이 약 2m가 되고, 길이 약 60cm의 잎이 어긋난다. 잎의 형태는 장방추형·장심장형 등 품종에 따라 다르며, 한 줄기에 30개 정도의
잎이 나는데, 줄기 가운데 부위에서 위쪽의 10-20개가 수확되어 이용된다. 꽃은 보통의 합판화이고, 빛깔은 흰색·복숭아색·빨간색에 가까운 복숭아색이다. 수술은 5개, 암술은 1개이며, 화관의 앞끝은 5갈래로 찢어진다. 잎을 건조시켜 지궐련·엽권련, 또는 파이프나 담뱃대용의 살담배 등을 만든다.

## 같이 보기
- 마파초